# Eric Olson
Eric William Olson, född 18 juni 1895 i Österåkers socken, Södermanland, död 17 februari 1984 i Palm Beach, Florida, var en svenskamerikansk pianodragspelare.
Med fadern Per som violinist började Olson studera violin och piano som sexåring för att i tolvårsåldern ta lektioner hos dragspelaren David Hellström. Redan som trettonåring turnerade han i Europa och bosatte sig i Brooklyn 1912. Inledningsvis försörjde han sig som verktygsmakare och bildade sin första orkester på tio man 1915. Han återvände till Sverige 1919 och spelade in skivor i Tyskland på 1920-talet innan han återvände till USA. 1926 grundade han en dragspelsskola i Brooklyn och tillsammans med dragspelaren John Lager, som var inneboende hos makarna Olson, gjorde han åtskilliga grammofoninspelningar för Columbia och Victor. Mellan 1915 och 1927 spelade Olson in över 200 svenska melodier på grammofon; de flesta i sällskap av Lager, men även ihop med dragspelaren Ragnar Sundquist och sångaren Charles G. Widdén.
På 1930-talet publicerade han nothäften för sina kompositioner och i mitten av decenniet nådde han stor popularitet bland skandinaver genom sitt radioprogram på söndagsmorgnarna på WBBC i New York.